# 松下幸之助商学院
松下幸之助商学院（まつしたこうのすけしょうがくいん）は、パナソニックショップ（旧・ナショナルショップ）の後継者を育成するパナソニックグループの学校（人材養成学校）である。

## 沿革

### 略歴
戦後の高度経済成長期に「系列電器店の後継者がいなくなり廃業の危機に瀕する店を救ってほしい」という店主達からの声に応え、松下電器産業（現・パナソニック）創業者の松下幸之助が「松下電器商学院」の名で1970年5月に設立した。知識や技術の学びと共に人間力を高める人づくりを重視した徳育・知育・体育の三位一体教育を行っている。当初は男女共学だったが、在学中に恋に落ち卒業後に結婚する人が続出したため、ショップ後継者育成施策が失敗するという理由から1985年に女子部が奈良県大和郡山市へ分離・独立した。以降は男女別学となっていたが、組織改編や生徒数の減少により2000年4月1日に再度共学制となり、今日に至っている（2001年4月1日より現在の「松下幸之助商学院」に名称変更）。
入学資格は高卒程度以上の学力を有するパナソニックショップの後継者、並びに後継者の配偶者（婚約者）であること（男女および年齢の制限は無い）。ショップ後継候補生達は、ここで5月から翌年3月までの約1年間にわたり、パナソニックショップ経営に必要なノウハウや商人としての精神、松下幸之助の考え方などを合宿形式で学び、かつ（電気工事士やガス・水道等の）各種国家資格・工事担任者資格も取得する（合格率は90%以上と全国平均より大幅に高い）。
上記のような一般的な授業の他に、板張りの講堂にゴザを敷き、正座で東洋古典から先人の事例に学ぶ「商道科」、心身の錬成向上に励む武道、もてなしの心や礼儀作法を学ぶための茶道の時間もある。また、パナソニック直営の研修施設なので商品技術やマーケティング、経営などの授業内容も充実している。放課後には各種クラブ活動も行われている。
全寮制となっており、生徒全員が机とベッドとクローゼットがある1人4畳程の部屋（当初は2段ベッドが2対の4人一部屋だったが、1993年に現宿泊棟が新築され個室になった）、大浴場、保健施設、食事施設が完備された宿泊棟に入寮し、日帰りできる距離に在住する生徒であっても必ずここで1年間寝食を共にする。また休日は日曜と祝日で、暦上で連休となった場合は水曜日が休みとなり、休日の朝食以降から門限時刻までと水曜日の授業後から門限時間までは外出もできるが、それ以外の日は放課後であっても外出は一切できない。また親近者の忌引き等の特例を除き、帰宅や外泊は休日であっても許可されない（遠隔地出身の生徒との不公平感をなくし、かつ、学業に専念させるため）。スマートフォンや携帯電話の所持・使用も休日の一定時間を除いて禁止されている。
受講生は夏の2週間と冬の6週間に、先輩のいる系列店での研修（他店自習）及び、それぞれの研修期間後の約1週間の自店実習（事実上の盆休みと正月休み）を除き、外部と隔離された学業に集中できる環境で生活する。食事は宿泊棟にある食堂で行うが、毎週土の昼食はカレーになっている。
毎日の早朝行事（起床点呼）においては、生徒が各出身地（実家となっているパナソニックショップ）の方角に向かって一礼（故郷遥拝）するのが恒例となっている。
設立時から今日まで5,000余名もの卒業生を全国のパナソニックショップに送り出しており、当校のOB・OG達はほぼ全員が当商学院同窓会組織「明徳会」に加盟。常に商品知識や販売方法等についての情報交換を行っている（後述）。このため、パナソニックショップは後継者難で廃業（店じまい）する店舗の割合が他社系列店より大幅に低い（逆に他社系列店は後継者募集・育成に消極的である事から高齢化・後継者難等による廃業が相次ぎ店舗減少が著しく、中には電器店としての生き残りを賭けて好調なパナソニックショップに鞍替えする店主も出現）。

### おおまかな1日の流れ
早朝行事。5時55分に太鼓の音と供に起床。朝礼広場に集合し点呼。故郷に向かって礼。ラジオ体操の後に学院周辺にて駆け足。雨天時は講堂に集合し、基本動作訓練と天突き体操が行われる。
朝食は全員集合した後に合掌し、いただく。宿泊棟清掃の後に商道科（正座）。
朝礼。代表者が登壇し七精神を唱和した後に所感を述べる。連絡事項伝達を行った後に授業に入る。
夕方まで授業を行った後に、研修棟清掃。以降、基本的には自由時間。
夕食は朝食と同様に全員集合し、合掌していただく。
自室清掃の後に就寝点呼。自室で着席し、「素直な心」を聞きながら黙祷し 一日を振り返る。
消灯。冷暖房や枕元灯を除き、完全に電源が落とされる。

### 年表
- 1970年5月 - 松下電器商学院として設立
- 1985年 - 女子部が奈良県大和郡山市へ分離独立
- 2000年4月1日 - 再び男女共学となる
- 2001年4月1日 - 松下電器商学院から松下幸之助商学院に改称

## 基礎データ

### 所在地
- 〒525-0058 滋賀県草津市野路東2-12-1 パナソニック マーケティングスクール（旧・松下流通研修所）敷地内。1985年から2000年までは男子校（女子部を奈良県大和郡山市に分離させた男女別学方式）だったが、（当時の松下グループ組織再編の一環として）のちに女子部を統合して再び男女共学となり現在に至っている。
  - 交通：JR東海道本線（琵琶湖線）南草津駅よりバスで約15分・「パナソニック スクール」バス停下車すぐ。新名神高速道路&名神高速道路草津田上ICにて下車・滋賀県道43号平野草津線経由で約10分。

#### 過去に存在した教室
- 旧女子部 - 〒639-1123 奈良県大和郡山市筒井町800 パナソニック ホームアプライアンス社事業所内（旧・松下住設機器本社内。2000年3月31日限りで廃止・翌4月1日付けで草津に再統合。現在は電子レンジビジネスユニットと1992年以前に製造された旧ナショナルFF式石油暖房機リコール推進本部を設置）

## 明徳会
これは、当商学院卒業生が加盟する同窓会組織で、名称は当商学院の「商道科」授業で用いる教科書「大学」の一説「大学の道は、明徳を明らかにするに在り」に由来している（「ソニーと松下・21世紀を生き残るのはどちらだ!」74ページより抜粋）。
当組織は各都道府県ごとの大区分を基本とした国内64地区に分かれて結成されており、全国の当商学院OB（パナソニックショップ）仲間は「顧客おもてなし方法や修理技能向上&販売戦略などについての情報交換」を自主的に励行。全国のパナソニックショップは創設当初からこの「明徳会」という強い横の絆で結ばれており（各地区ごとの「明徳会定例会議」が年に数回実施されると共に、全国の当商学院卒業生が集う同窓会「明徳会全国大会」も５年に一度開催）、これはのちに「パナソニックHPにおける全国パナソニックショップ各店紹介活動『お客様と店の間に～それぞれの物語』」へと発展している（他社系列電器店はHP上における各系列店の横顔や取り組み紹介を一切行っていない）。また当商学院の授業科目にはパナソニックショップ後継者向け合宿研修「本科生」の他に、「明徳会会員フォローセミナー（卒業生向け研修会）」と「明徳会奥様セミナー（2代目・3代目以降のパナソニックショップ経営者夫人向け研修会）」もある。
こうした普段からの「明徳会」によるパナソニックショップ同士の強い絆は、「東日本大震災発生直後に岩手・宮城・福島3県の明徳会（パナソニックショップ各店）が全国の会員に緊急支援を呼びかけ、これに賛同した全国のパナソニックショップ仲間（明徳会の会員）が力を合わせて（甚大な津波被害を受けた岩手・宮城・福島3県への各種支援物資提供を中心とした）被災地・被災店の復興支援を実行」という活動にも発展。全国の「明徳会」会員は異口同音に「他地区の明徳会とこれほど緊密に連携したのは東日本大震災発生時が初めて。『3.11』震災以後は『どのような商売・おもてなしをすればお客様や地域の役に立てるか』を以前にも増して真剣に考えるようになった」と述べている（「街の元気屋さん〜心がほろっと温まる『街の電器屋さん』の話」より）。
なお「明徳会」代表幹事店は（各都道府県ごとに組織されている）「パナソニックショップ会」会長を必ずしも兼務しているとは限らず、「明徳会」代表幹事店と「各都道府県のパナソニックショップ会」会長店が別々となっている場合も珍しくない。
このような「明徳会」という形で系列電器店同士の「横の絆」を深めているのはパナソニックショップのみとなっており、（松下幸之助のような救世主に恵まれなかった）他社系列電器店（日立チェーンストール・東芝ストアー・三菱電機ストアー・シャープフレンドショップ・ソニーショップ）は「明徳会」型の系列店組織を有していないため横の繋がりが希薄になりがちで、従業員同士の仲間作りに苦戦を強いられ孤独に陥りやすい。こうした厳しい環境から他社系列電器店は売り上げ低迷と後継者難により廃業したり（系列電器店としての生き残りをかけて）パナソニックショップへ鞍替えする店舗もある）。

## 関連企業・項目
- パナソニックグループ（旧・松下グループ）
- パナソニック（旧・松下電器産業）
- パナソニック マーケティングスクール（PMS 旧・松下流通研修所）
- パーソル パナソニック HRパートナーズ（旧・松下エクセルスタッフ→パナソニック エクセルスタッフ）
- パナソニック コンシューマーマーケティング（PCMC）
- パナソニック テクニカルサービス（PTSC　旧・松下テクニカルサービス）
- 松下幸之助（旧松下電器創業者）
- 松下政経塾
- PHP研究所
- 中村邦夫（パナソニック相談役。松下電器社長時代に「創生21計画」と題して当時の松下グループ&その系列店網の「聖域なき構造改革」を推進）
- 全国電機商業組合連合会（パナソニックショップはじめ各社系列電器店で構成する業界団体）

## その他
- 「パナソニックショップ」制度施行後は商学院での後継者育成に加え、パナソニックコンシューマーマーケティング（PCMC）がエクセルスタッフと連携し（従業員、パート）パナソニックショップ従業員募集の支援をしている。また、パナソニックショップを中心に、パナソニックマーケティングスクールでの各種技術研修、育成研修を受講でき、パナソニックショップには、それらに対しての支援策がある。
- 当商学院を卒業（一年間の全課程を修了）後は、親元のパナソニックショップで勤務するが、希望者はすぐに親元のパナソニックショップへ戻らず（親元とは）別のパナソニックショップで1年〜2年間にわたり実習勤務をしたのち親元のパナソニックショップに戻り、後継者として勤務する「他店留学」制度もある。
- 当商学院の授業には「系列店における夏季2週間・冬季6週の実地研修」も組み込まれており、2016年からはその様子がPSサイト内「お客様と店の間に〜それぞれの物語」項にて紹介されている。但し実地研修配属先は必ずしも当該店後継候補生の地元にある店になるとは限らない。

## 書籍
- 『ソニーと松下〜21世紀を生き残るのはどちらだ!』（立石泰則著、講談社刊。1800円+税）
- 『街の元気屋さん〜心がほろっと温まる“街のでんきやさん”の話』（「街を元気にするプロジェクト」著、PHP研究所刊。1200円+税。「スーパーパナソニックショップ」サイト内「お客様と店の間に“それぞれの物語”」項を単行本化）
- 『ニッポンの明かりのような店』（「街を元気にするプロジェクト」著、PHP研究所刊。1200円+税。「お客様と店の間に～それぞれの物語」単行本第2弾。当商学院の授業も紹介）